# Theridion zebra
Theridion zebra är en spindelart som beskrevs av Lodovico di Caporiacco 1949. Theridion zebra ingår i släktet Theridion och familjen klotspindlar.
Artens utbredningsområde är Kenya. Inga underarter finns listade i Catalogue of Life.